# Madsen LAR
O Madsen LAR era um fuzil de batalha de origem dinamarquesa com câmara no calibre 7,62×51mm NATO. Ele é baseado no fuzil Kalashnikov e era feito de ligas leves e de alta resistência e aço semelhante ao usado no fuzil M16. Seu layout é semelhante ao de vários fuzis da época, como o GRAM 63 e o Valmet M62. O desenvolvimento do Madsen LAR pode ser rastreado até 1957, quando vários fabricantes de armas, como FN Herstal e Heckler & Koch, estavam produzindo o FN FAL e o Heckler & Koch G3, respectivamente.

## Variantes
Variantes do LAR vinham com coronhas de madeira sólida que cobriam o receptáculo do guarda-mão até a soleira, depois com coronhas de tubo de aço fixas e dobráveis lateralmente. A variante anterior de fuzil de assalto (com câmara para o cartucho 7,62×39mm M43, mas incompatível com carregadores AK) era destinada às forças armadas da Finlândia e para afastá-las do uso de um projeto baseado na União Soviética, o Valmet M62. No entanto, a Finlândia, sendo um país neutro, ignorou isso e foi em frente com o Valmet M62, adotando-o como seu fuzil de serviço padrão devido ao seu custo mais barato para produção e potencialmente melhor confiabilidade.